# Brunfelsiasläktet
Brunfelsiasläktet (Brunfelsia) är ett släkte i familjen potatisväxter med ca 40 arter buskar och mindre träd. De förekommer i tropiska och subtropiska Amerika. 
Bladen är oftast ovala eller elliptiska, tjock och nästan läderartade. Blommorna utvecklas i de övre bladvecken och kan sitta ensamma eller i små knippen. De har rörformig pip och ett sortm utbrett bräm. De är oftast violetta eller gulvita och svagt doftande.
Många arter är giftiga.
Odlas ibland i Sverige som krukväxter, framför allt då arten brunfelsia. 
I Sydamerika har urbefolkningen använt den som medicin och hallucinogen. Det är dock tveksamt om de ingående ämnena verkligen orsakar hallucinationer.
Släktet är uppkallat efter den tyske botanikern Otto Brunfels.

## Odling
Odlas i väldränerad, näringsrik jord som bör ha ett pH på runt 5,5. De behöver rik tillgång på järn och mangan i jorden. De vill ha en ljus placering, men skyddas mot den starkaste solen. Vattnas rikligt under tillväxtperioden, mer sparsamt vintertid. De bör dock aldrig torka ut helt. Brunfelsia ogillar höga temperaturer och slutar ofta blomma om de står för varmt. Vintertid mår de bäst med en temperatur på 10-15°C. Äldre plantor beskärs efter blomningen. Förökas med sticklingar. 